# Paolo Bonacelli

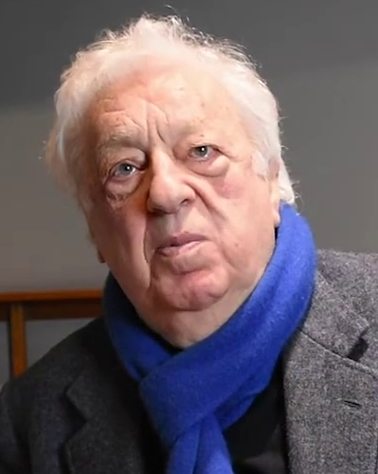
Paolo Bonacelli, 2017

Paolo Bonacelli (* 28. Februar 1939 in Civita Castellana) ist ein italienischer Schauspieler.

## Leben
Bonacelli studierte an der Accademia d’Arte Drammatica, wo er 1962 auch das Schauspiel-Diplom erhielt. Im Anschluss war er neben Vittorio Gassman auf der Bühne zu sehen und arbeitete mit dem Regisseur Luigi Squarzina. 1963 war er erstmals auf dem Bildschirm zu sehen, wo er regelmäßig bei Fernsehfilmen Beschäftigung fand. Unter Spielleitern wie Mario Missiroli, Franco Enriquez, Giorgio Pressburger und Ugo Gregoretti war er weiter auf der Suche nach Perfektionierung seiner Darstellungskunst.
Beim Film war Bonacelli ab 1964 in gelegentlichen Nebenrollen zu sehen; erst Liliana Cavanis Milarepa nutzte seine Fähigkeiten in einer Hauptrolle. Weitere Bekanntheit erlangte er 1975 als Fürst Blangis in Die 120 Tage von Sodom von Pier Paolo Pasolini. Zudem spielte er 1978 in dem vielfach ausgezeichneten Drama 12 Uhr nachts – Midnight Express und 1979 in dem Historienfilm Caligula mit. In diesem Film spielt er den römischen Senator Cassius Chaerea, der an der Ermordung des römischen Kaisers Caligula beteiligt war. 2010 übernahm er eine Rolle in The American.
1992 wurde Bonacelli mit einem Silbernen Band für seine Rolle in Roberto Benignis Zahnstocher-Johnny als bester Nebendarsteller ausgezeichnet.

## Filmographie (Auswahl)
- 1964: Cadavere per signora
- 1974: Jenseits der Angst (Au-delà de la peur)
- 1975: Die 120 Tage von Sodom (Salò o le 120 giornate di Sodoma)
- 1975: Die Affäre Murri (Fatti di gente perbene)
- 1976: Die Macht und ihr Preis (Cadaveri eccellenti)
- 1977: Antonio Gramsci – Die Jahre im Kerker (Antonio Gramsci – giorni del carcere)
- 1978: Die nackte Bourgeoisie (Ritratto di borghesia in nero)
- 1978: 12 Uhr nachts – Midnight Express (Midnight Express)
- 1979: Caligula (Caligola)
- 1979: Christus kam nur bis Eboli (Cristo si è fermato a Eboli)
- 1980: Das Geheimnis von Oberwald (Il mistero di Oberwald)
- 1980: Der Puppenspieler (Le Guignolo)
- 1984: Heinrich IV. (Enrico IV)
- 1986: Camorra (Un complicato intrigo di donne, vicoli e delitti)
- 1989: Franziskus (Francesco)
- 1989: Der Gorilla am Amazonas (Le gorille et l'Amazone) (Fernsehfilm)
- 1991: Night on Earth
- 1991: Zahnstocher-Johnny (Johnny Stecchino)
- 1992: Sperelli setzt sich durch (Io, speriamo che me lo cavo)
- 1994: Der Teddybär (L'orso di peluche)
- 1995–2001: Allein gegen die Mafia (La Piovra) (Fernsehserie)
- 1996: The Stendhal Syndrome (La sindrome di Stendhal)
- 2010: The American
- 2023: Der Kommandant – Entscheidung im Atlantik (Comandante)